# Optisches Rasternahfeldmikroskop
Ein optisches Rasternahfeldmikroskop (scanning nearfield optical microscope, SNOM, in den USA auch als NSOM bezeichnet) umgeht die Auflösungsgrenze des optischen Mikroskops, indem es nur Licht auswertet, das zwischen einer sehr kleinen (100 nm oder weniger) Nahfeldsonde und der untersuchten Probe ausgetauscht wird.
Mit dem optischen Rasternahfeldmikroskop kann eine räumliche Auflösung von etwa 30 nm und weniger erreicht werden.

## Geschichte
Das Verfahren wurde 1981 durch Dieter W. Pohl vom IBM Labor in Rüschlikon eingeführt. In den USA wurde es unter anderem vom Chemie-Nobelpreisträger von 2014 Eric Betzig, Aaron Lewis, A. Harootunian und Michael Isaacson an der Cornell University entwickelt. Veröffentlichungen dazu erschienen von beiden Gruppen 1984. Demonstriert wurde es von Betzig und Kollegen 1986.
Die prinzipielle Idee dafür hatte schon Edward Hutchinson Synge 1928, der dies auch mit Albert Einstein diskutierte, und 1956 John O’Keefe. Damals bestanden aber noch nicht die technischen Voraussetzungen für die Realisierung, die sich später mit der Entwicklung der Rastertunnelmikroskopie eröffneten. Für Mikrowellen (Wellenlänge 3 cm) demonstrierten E. A. Ash und G. Nicholls 1972 Auflösung unter der Abbe-Grenze durch Untersuchung des Nahfelds.

## Prinzip

Rasternahfeldmikroskop; Prinzipaufbau mit aperturloser Spitze und deren Anregung durch das evaneszente Feld eines total reflektierten Laserstrahles

Die Spitze wird ins Nahfeld der Probe gebracht und mittels eines Regelkreises auf konstantem Abstand gehalten. Für diese Abstandsregelung gibt es mehrere Methoden:
- Messen und Regeln des Tunnelstroms (siehe Rastertunnelmikroskop, nur bei leitfähigen Proben)
- Prinzip des Rasterkraftmikroskopes
- Scherkraft (engl. shear force, Resonanzänderung eines Schwingers, der die Spitze trägt)

Übliche Abstände zwischen Spitze und Probe liegen bei 1–10 nm. Die Nachführung der Spitze liefert ein topografisches Bild der Oberfläche, zusätzlich gewinnt man im Rasternahfeldmikroskop jedoch auch eine optische Information der Oberflächenstruktur. Die optische Auflösung hängt von der Feinheit der Spitze ab und übertrifft diejenige abbildender Lichtmikroskope um ein Vielfaches.
Es kommen zwei Arten von Spitzen zum Einsatz:
- Spitzen mit Apertur (Loch in der Metallisierung auf einem zugespitzten Faserende)
- aperturlose Spitzen (metallische Spitze ohne Lichtleitfunktion)

Lichtleitende Spitzen mit Apertur können als Lichtquelle oder als Lichtsammler eingesetzt werden.
Im ersten Fall und bei aperturlosen Spitzen wird nur der Teil der Probe zur Lichtemission angeregt, welcher sich gerade unter der Spitze befindet. Die Probe wird rasterartig über bzw. unter der Spitze bewegt, und dabei wird bei jeder Position das Abstandssignal und das optische Signal aufgezeichnet.
Der Vorteil eines optischen Rasternahfeldmikroskops gegenüber den nichtoptischen Rastersondenverfahren ist, dass aus der konventionellen optischen Mikroskopie bekannte Kontrastmechanismen genutzt werden können, die Probe zerstörungsfrei untersucht wird und chemische Informationen über die Probe erhalten werden können, z. B. Raman-Effekt-Signale bei der tip-enhanced Raman spectroscopy (TERS).
Nachteile des SNOM sind
- die hohen Kosten, da zusätzlich das Rastersonden-Prinzip angewendet werden muss
- Schwierigkeiten bei der Auswertung der erhaltenen Daten (Auftreten von Artefakten)
- noch bestehende theoretische Probleme der Beschreibung der Kontrastentstehung

## Apertur-Spitzen
Aperturspitzen sind meist aus Glas oder Silizium gefertigte Fasern, die vorn durch Ziehen oder Ätzen zugespitzt sind. Im konischen Bereich sind Glasfasern mit Aluminium oder Silber bedampft, da hier ansonsten Licht austreten würde. An der Spitze ist eine kleine Öffnung nicht bedampft (entweder wird von hinten bedampft, später vorn ein Teil abgeschnitten oder mit einem Ionenstrahl ein Loch gebohrt). Üblicherweise haben die Aperturen Durchmesser um 100 nm. Auch 20 nm wurden schon erreicht. Die Verwendung eines Nahfeldmikroskops in Verbindung mit Aperturspitzen wird als a-SNOM (aperture-type SNOM) bezeichnet.
Das Licht wird in die Faser eingekoppelt und so nur der Teil unter der Probe beleuchtet, der sich gerade im Nahfeld unter der Apertur befindet (Illuminationsmodus). Da die Apertur viel kleiner ist als die Wellenlänge, ist die Intensität sehr niedrig.
Das Licht von der Probe wird durch eine konventionelle Optik (siehe Konfokalmikroskop) eingesammelt und meist mit einem Photomultiplier ausgewertet.
Auch das umgekehrte Verfahren ist gebräuchlich: hierbei wird ein größerer Teil der Probe beleuchtet und die Apertur und die Faser sammeln das Licht lokal ein (Kollektionsmodus).

## Aperturlose Spitzen
Aperturlose Spitzen sind meist komplett aus Metall (Silber oder Gold) oder aus einem härteren Material (Glas, Silizium, Wolfram) und dann mit Silber oder Gold bedampft. Wenn diese Spitze in einen Fokus eines Laserstrahls gebracht wird, werden in der Spitze Plasmonen zum Schwingen angeregt. Das aus dieser Schwingung resultierende Feld ist an der Spitze am größten (Siehe Babinetsches Prinzip). Dieses Feld kann benutzt werden, um Moleküle oder andere Strukturen auf der Probe anzuregen und zur Lichtemission zu stimulieren. Die Auflösung hängt von der Größe der Spitze ab, welche 20 nm und kleiner sein kann. Man spricht bei diesem Verfahren im Allgemeinen von s-SNOM (scattering-type SNOM).
Die Anregung der Spitze kann dabei durch evaneszente Wellen geschehen (siehe Bild oben), wobei dann nur durchsichtige Proben untersucht werden können. Für Proben auf nicht transparenten Trägern (z. B. Silizium oder Graphit) wird das Licht mittels eines Objektivs von der Seite oder mittels eines Parabolspiegels auf die Spitze fokussiert.
Der Vorteil gegenüber den Aperturspitzen sind die höheren Intensitäten auf der Probe.